# Królestwo Ahom

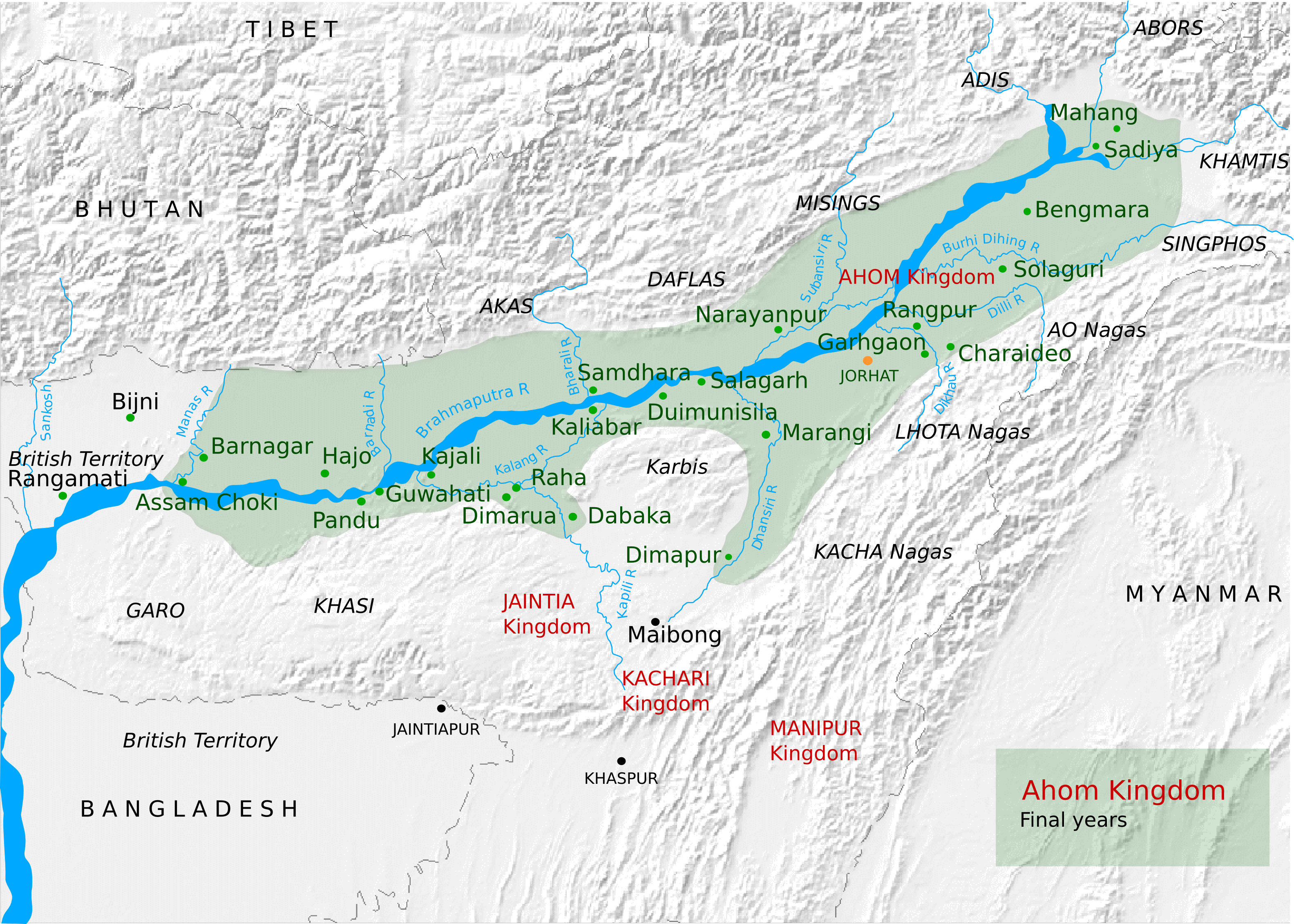
Zasięg Królestwa Ahom na pocz. XIX w.

Królestwo Ahom, Królestwo Asamu - organizm polityczny istniejący na terenie dzisiejszego Asamu od XIII do XIX w. Państwo to rozciągało się wzdłuż doliny Brahmaputry, ograniczone naturalnymi barierami w postaci pasm górskich. Przez kilka stuleci skutecznie opierało się naporowi Wielkich Mogołów. Zostało zdobyte w XIX w. przez Birmańczyków, a następnie przeszło w ręce korony brytyjskiej. 